# Новая Мытница
Новая Мытница (укр. Нова Митниця) — село в Крупецкой сельской общине Дубенского района Ровненской области Украины.
До 2020 года входило в Радивиловский район.
Население — 188 человек.
Население по переписи 2001 года составляло 241 человек. Почтовый индекс — 35514. Телефонный код — 3633. Код КОАТУУ — 5625885605.